# Anton Schwarz (Bildhauer)

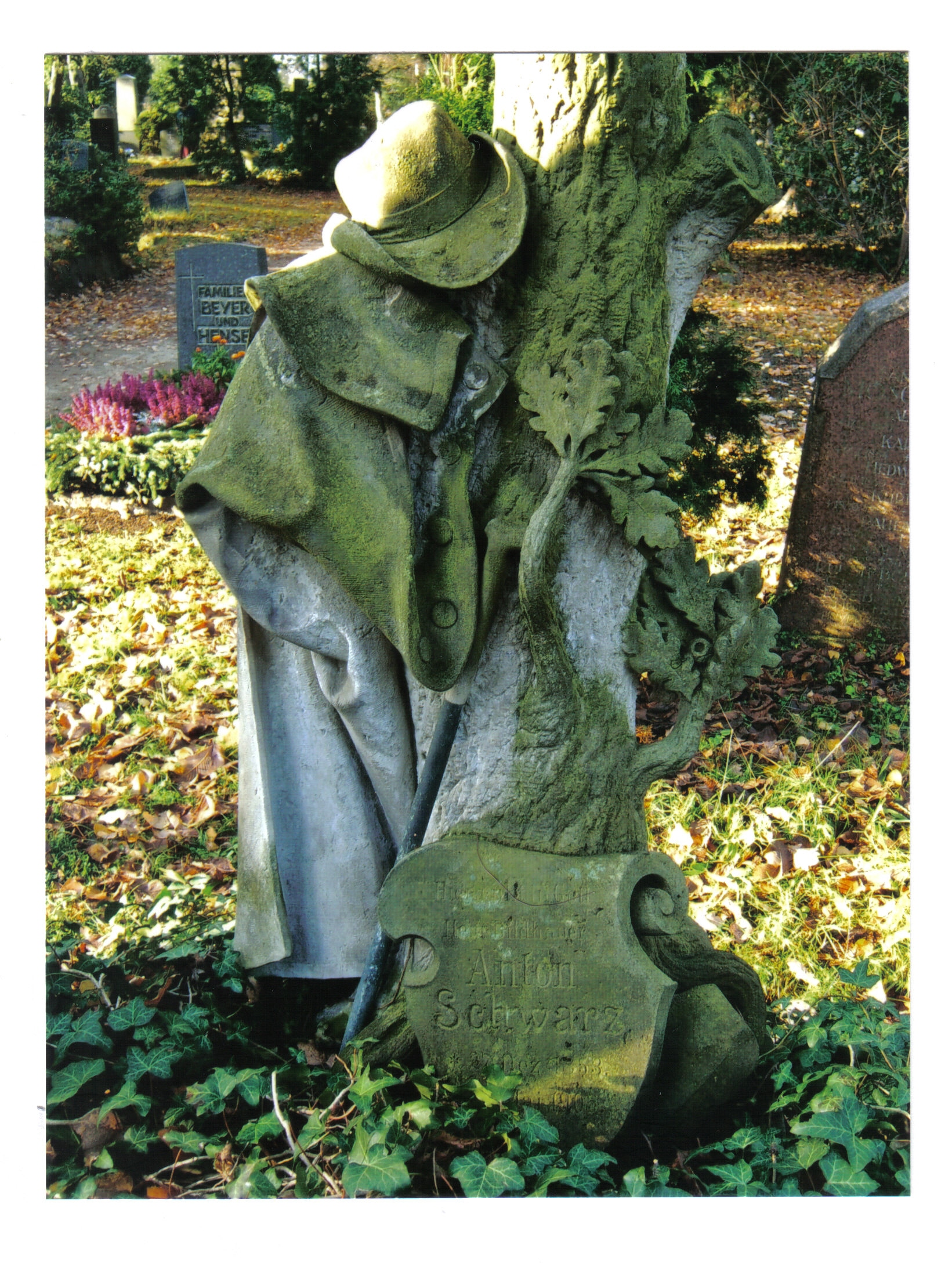
Grabmal Denkmal Anton Schwarz Bildhauer

Anton Schwarz (* 27. Dezember 1853 in Spittelgrund, Böhmen; † 3. Mai 1905 in Dresden) war ein deutsch-böhmischer Bildhauer.

## Leben
Anton Schwarz wurde in Spittelgrund Nr. 3 bei Grottau an der Neiße in Nordböhmen geboren. Er war der fünfte Sohn des Feldgärtners Wenzel Schwarz und der Anna Bernert. Er wurde im römisch-katholischen Glaubensbekenntnis in der Pfarrkirche St. Bartholomäus zu Grottau getauft. Es waren 5 Brüder der 16 Kinder, welche den Beruf des Bildhauers und Historienmalers innehatten. Der Bischof von Dresden-Bautzen, ihr Onkel Franz Bernert, finanzierte und förderte ihre Ausbildung und sorgte für ein Studium.
Anton Schwarz und sein Bruder Adolf Schwarz arbeiteten seit 1897 zusammen. Sie führten in Dresden ein Atelier unter der Bezeichnung „Fa. Gebr. Schwarz“. Ein weiterer seiner Brüder war der bekannte Bildhauer Franz Schwarz. Ein anderer Bruder Joseph Schwarz arbeitete im Atelier von Franz Schwarz eine Zeitlang mit. Ein weiterer war der bekannte und sehr produktive Maler Franz Wenzel Schwarz.
Am 3. Mai 1879 heiratete Anton Schwarz in Dresden Elisabeth Claus. Er wohnte nach seiner Heirat zunächst bis 1885 mit seiner Frau bei seinem Bruder Franz Schwarz (ebenfalls Bildhauer) im Haus in Dresden. Er wurde am 3. Mai 1905 auf dem Johannisfriedhof in Dresden-Tolkewitz (Lg.1.B.1.3) bestattet, wo noch heute das Grabdenkmal (Symbole: Baum des Lebens, Künstlerhut und Mantel mit Bildhauerwerkzeug) zu sehen ist. Anton Schwarz hatte vier Kinder (einen Sohn und drei Töchter). Seine Nachfahren, Urenkel, Ur-Urenkel und Ur-Ur-Urenkelin, betreuen die Denkmäler auf dem Johannisfriedhof Dresden-Tolkewitz noch heute.

## Werke
- 1883: Marienstatue an der Basilika in Philippsdorf: Es handelt sich um eine 2,80 Meter große Statue der Panna Maria Filipovská (übersetzt etwa: „Philippsdorfer Jungfrau Maria“). Das Werk steht in 20 Metern Höhe in einer Nische über dem Hauptportal der Basilika minor der Hilfreichen Jungfrau Maria. Geschaffen wurde sie aus Pirnaer Sandstein.[6][7]
- 1886: Bildhauerischer Schmuck am Museum der bildenden Künste Leipzig: Ausführung der Bildhauerarbeiten für den östlichen Anbau. Der westliche Anbau wurde durch Rudolf Cöllen ausgeführt.[8]
- 1887: Villa Eduard Hielle (Vila Eduarda Hielleho): An der Straße nach Rybniště (Teichstatt bei Krásná Lípa (Schönlinde)) steht das ehemalige Palais der Elisabeth Hielle-Dittrich, erbaut in den Jahren 1885–1887 im Renaissancestil von den Dresdner Architekten Lossow & Vieweger. Heute auch bezeichnet als „vila Eduarda Hielleho“. Das Haus hat eine reiche figurale Ausstattung, die von den Gebrüdern Schwarz nach Modellen des Dresdner Professors Friedrich Rentsch ausgeführt wurde.[9][10][11]
- 1888: Jungbluth: Eine Skulptur auf dem Johannisfriedhof in Dresden-Tolkewitz aus dem Atelier der Gebrüder Schwarz.
- 1888/89: Dittrich’s Mausoleum in Schönlinde: Oberhalb des Portals haben die Brüder Anton und Adolf Schwarz zwei Statuen „Schlaf“ (Engel mit Mohnstengel) und „Frieden“ (Engel mit Palmzweig) angebracht.[12][9][13]
- 1893: Antons Markthalle (Markthalle auf dem Antonsplatz in Dresden): Anton und Adolf Schwarz führten die Steinbildhauerarbeiten an den Portalen aus, welche u. a. von Oskar Rassau modelliert wurden.[14]
- 1894: Christusstatue über dem Hauptportal der Trinitatiskirche Dresden: Die Statue wurde mit der Kirche 1894 eingeweiht. Anton Schwarz schuf diese nach einem Modell von Rudolph Hölbe. Beim Fliegerangriff auf Dresden am 13. Februar 1945 stürzte sie zu Boden und zerbarst.[15][16][17][18]
- 1896: Kaiser Wilhelm Denkmal in Breslau: Entworfen von Christian Behrens und eingeweiht am 4. September 1896, arbeiteten Anton und Adolf Schwarz die beiden Adler auf den Obelisken.[19]
- 1897: Bismarck-Denkmal in Reichenbach (Solbrigplatz): Ursprünglich vom Bildhauer Kurt Doehler in Bronze gegossen nach dem Modell der Gebr. Schwarz. Das Bronzestandbild auf quadratischem abgestuften Sockel aus Granit mit Inschrift „BISMARCK“. 1943 endete das Werk als Metallspende. Der Sockel wurde nach 1945 entfernt.[20][21][22][23]
- 1899: Bismarck-Denkmal in Dresden Loschwitz – Schweizerei: Im Park des seinerzeit vielbesuchten, aber nicht mehr existierenden Berg- und Waldrestaurants „Schweizerei“ an der Schweizer Straße (seit 1921 Ulrichstraße), Dresden befand sich ein 2,80 Meter hohes und 16 Zentner schweres Bismarck-Standbild aus Sandstein. Dieses wurde im April 1899 vom damaligen „Schweizerei“-Besitzer Fritz Krüger gestiftet. Als Bildhauer werden die Brüder Anton und Adolf Schwarz genannt. Die Statue wurde später wohl bei einem Wirtswechsel beseitigt.[24][25][26][27][28][29][30]
- 1901: Brustbild des erhöhten Christus: In der Turm- bzw. Brauthalle der Martin-Luther-Kirche Dresden befindet sich das Werk, ausgeführt in französischem Kalkstein, welches von Oskar Rassau modelliert und von den Gebr. Schwarz ausgeführt wurde. Bei Umbauarbeiten wurde es 1901 in das Hauptportal eingesetzt. Das Werk ist in sehr gutem Zustand.[31][32][33]
- 1901: Kaufhaus Herzfeld: Die Bildhauerarbeiten führten die Gebrüder Anton und Adolf Schwarz aus.[34]
- 1903: Statuen in der Lukaskirche Dresden: An den vier Pfeilern des Kirchenschiffes befanden sich symbolische Gestalten aus dem Evangelium nach Lukas, welche von Walter Sintenis entworfen und von den Gebrüdern Schwarz ausgeführt wurden. Der Hirt, Der Weingärtner, Der Fischer und Der Säemann. Heute sind die Statuen nicht mehr vorhanden. Bilder sind noch in Quellen vor 1945 zu finden.[35] Auch Oskar Rassau, mit welchem die Schwarz-Brüder einige Male zusammenarbeiteten, betätigte sich mit bildhauerischem Schmuck beim Kirchenbau, im Altarraum (z. B. Apostel Petrus, Paulus, Johannes, Jakobus).[36]
- 1904: Bismarck-Denkmal in der Nähe Bautzen auf dem Czorneboh: Es handelte sich um ein Sandsteinstandbild. Dieses stand vor dem Aussichtsturm auf dem Berg Czorneboh bei Bautzen. Die Statue wurde um 1950 von FDJ-lern umgestürzt und zerschlagen. Die 50 gefundenen Bruchstücke waren nicht restaurierungsfähig.[37][38][39][40] Am 6. Oktober 2021 beschloss der Hauptausschuss der Stadt Bautzen, das Denkmal wiederaufbauen zu lassen.[41]
- 1905: Skulpturenfriese am Moskauer Puschkin-Museum – Parthenonfries: Es handelt sich um ein Werk vom Dresdner Bildhauers Armbruster, welches für das Moskauer Museum gedacht war. Dabei wurde das bisherige beschädigte Fries neu arrangiert und auf 1,50 m Höhe vergrößert. In Summe ergeben die Stücke des Zuges 40 m Länge. Ausgeführt in weiß gelben Marmor haben das Werk die Dresdner Steinbildhauer Bitsch und Zehme, Schellenberg, Gerold, Bräunig sowie die Gebrüder Anton und Adolf Schwarz.[42]

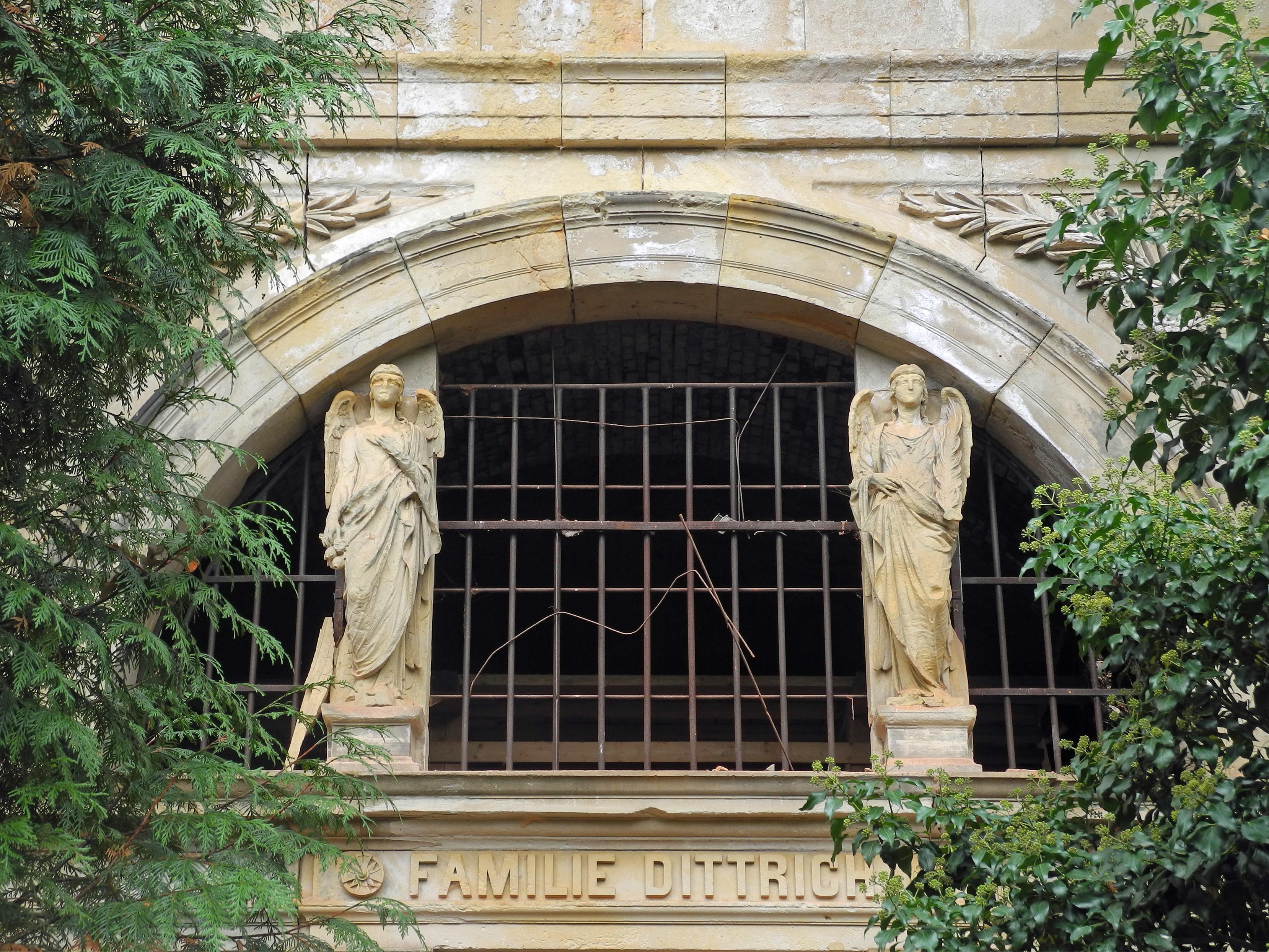
Schönlinde, Portal Dittrich`s Mausoleum, 1882
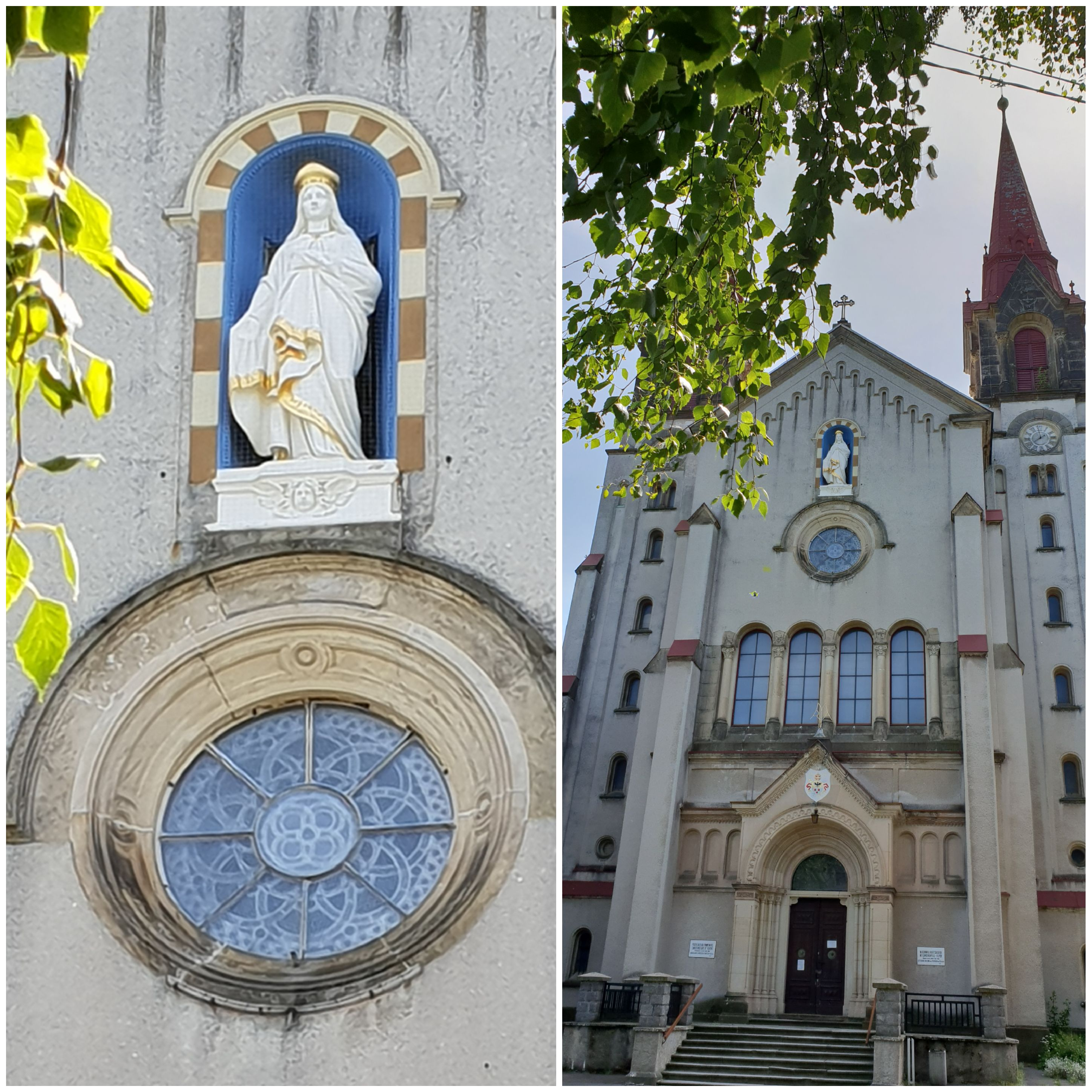
Marienstatue an der Basilika, Philippsdorf, 1883
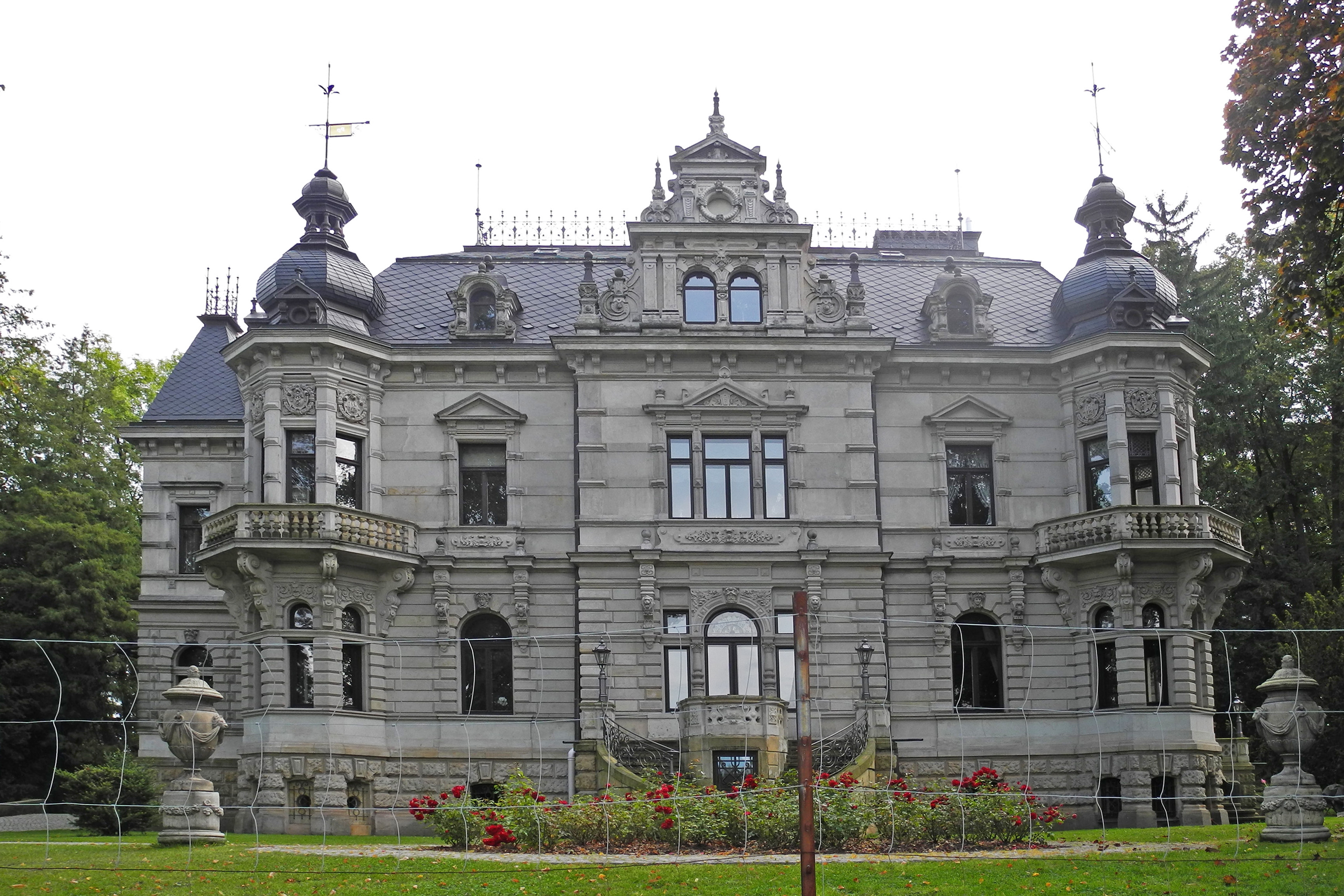
Vila Eduarda Hielleho / Villa Hielle, Schönlinde, 1887
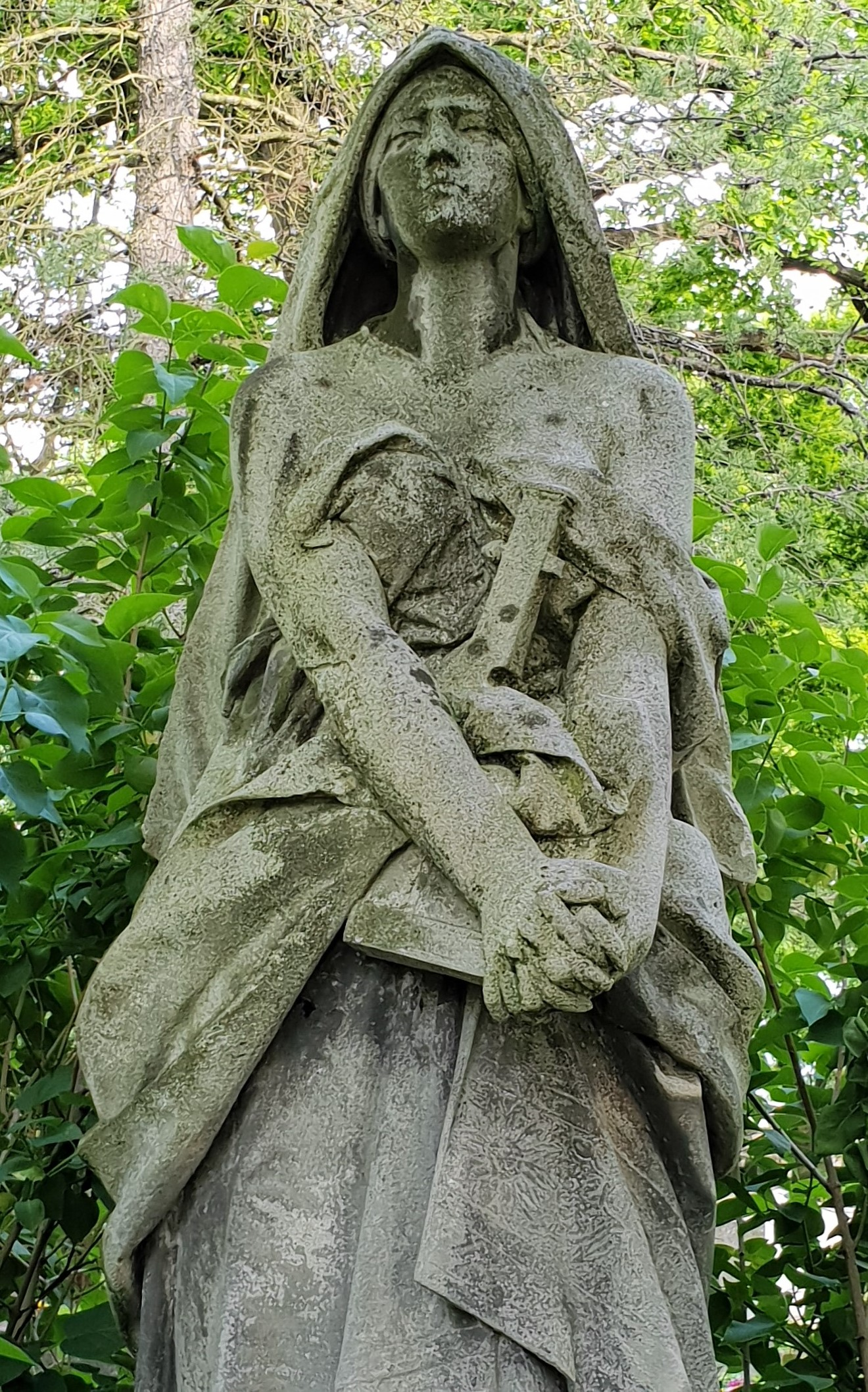
Dresden-Tolkewitz „Jungbluth“ (gemeinsames Werk der Gebrüder Schwarz), 1888
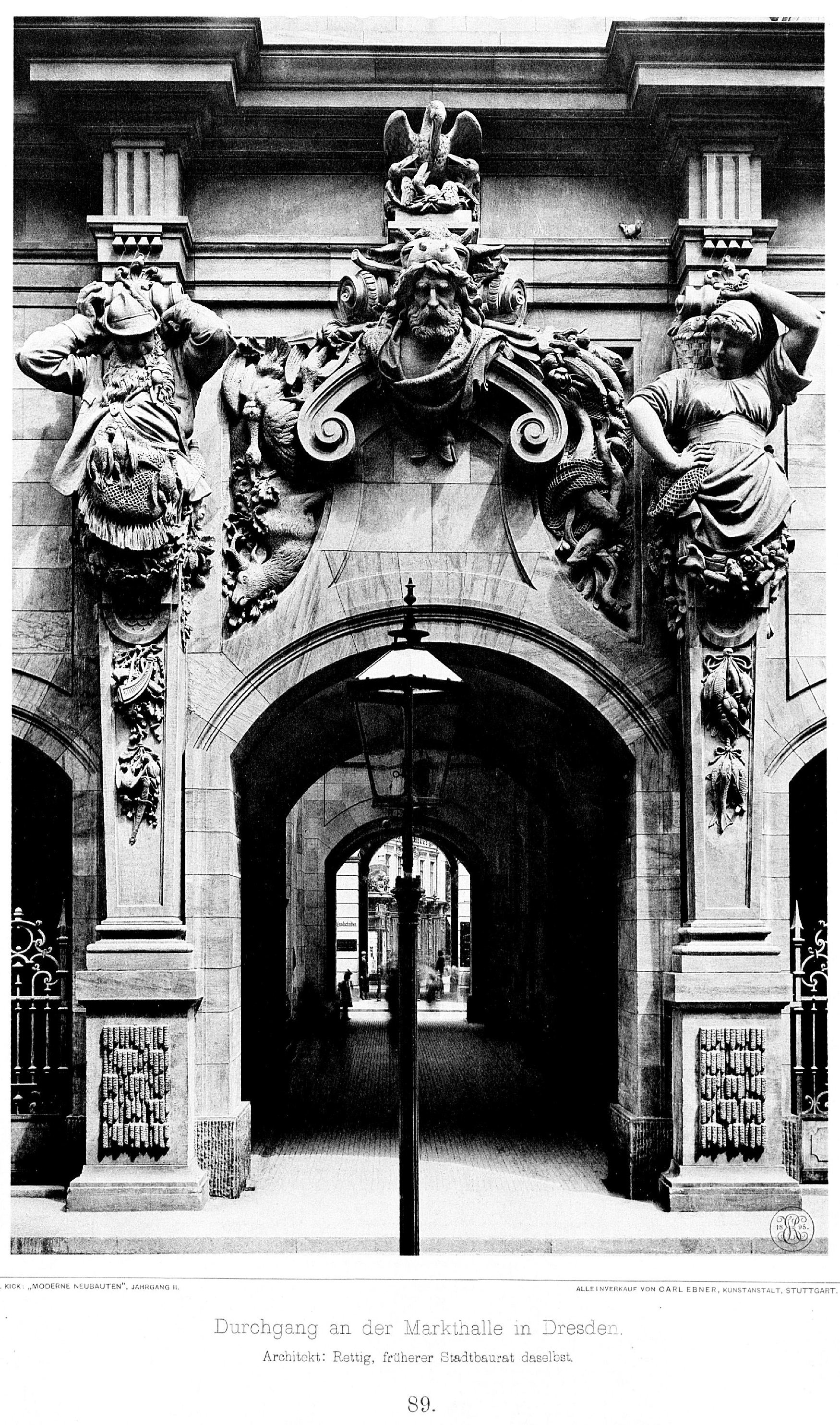
Markthalle Antonsplatz, Dresden, 1893
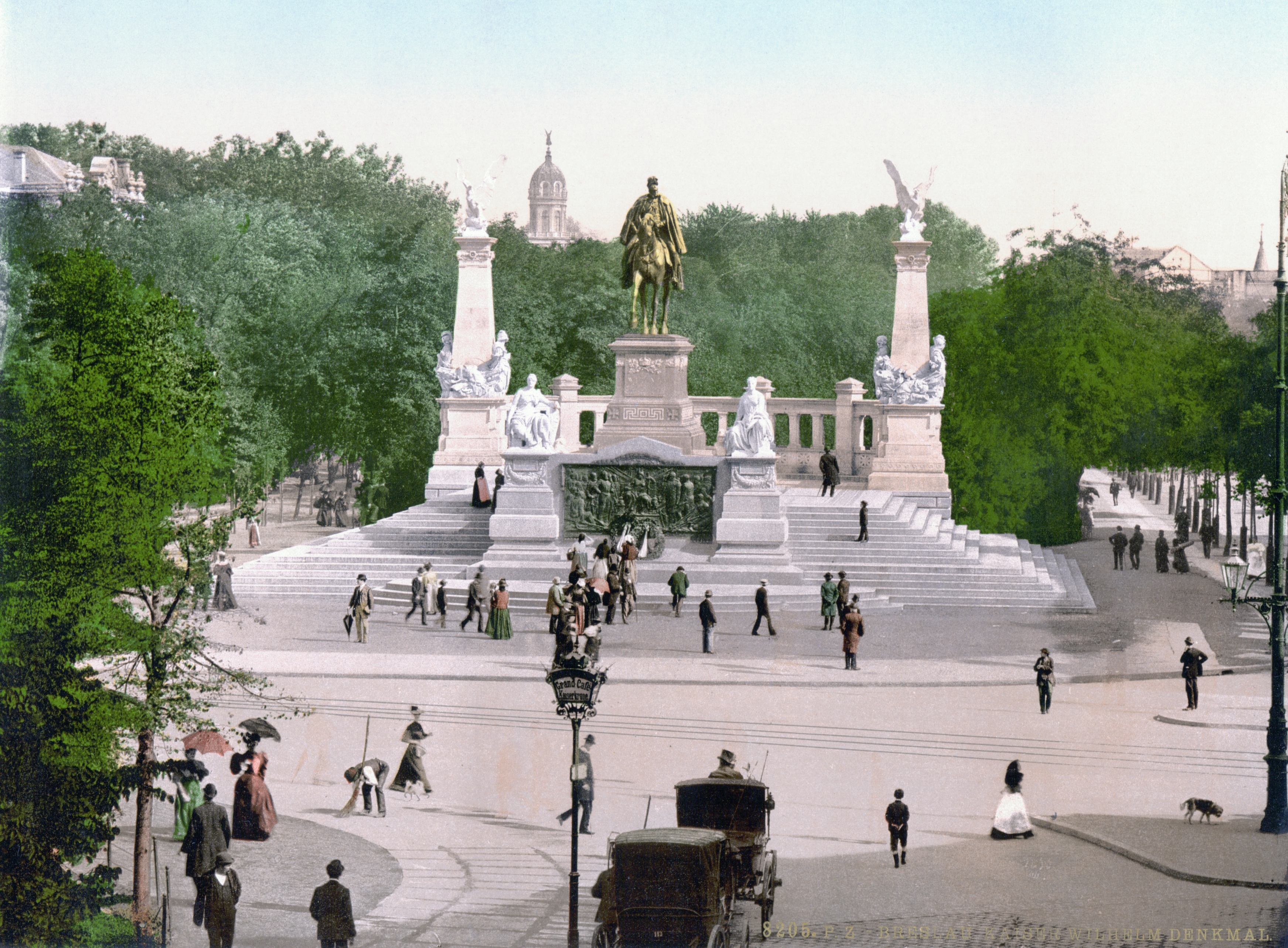
Kaiser-Wilhelm-I.-Denkmal, Breslau
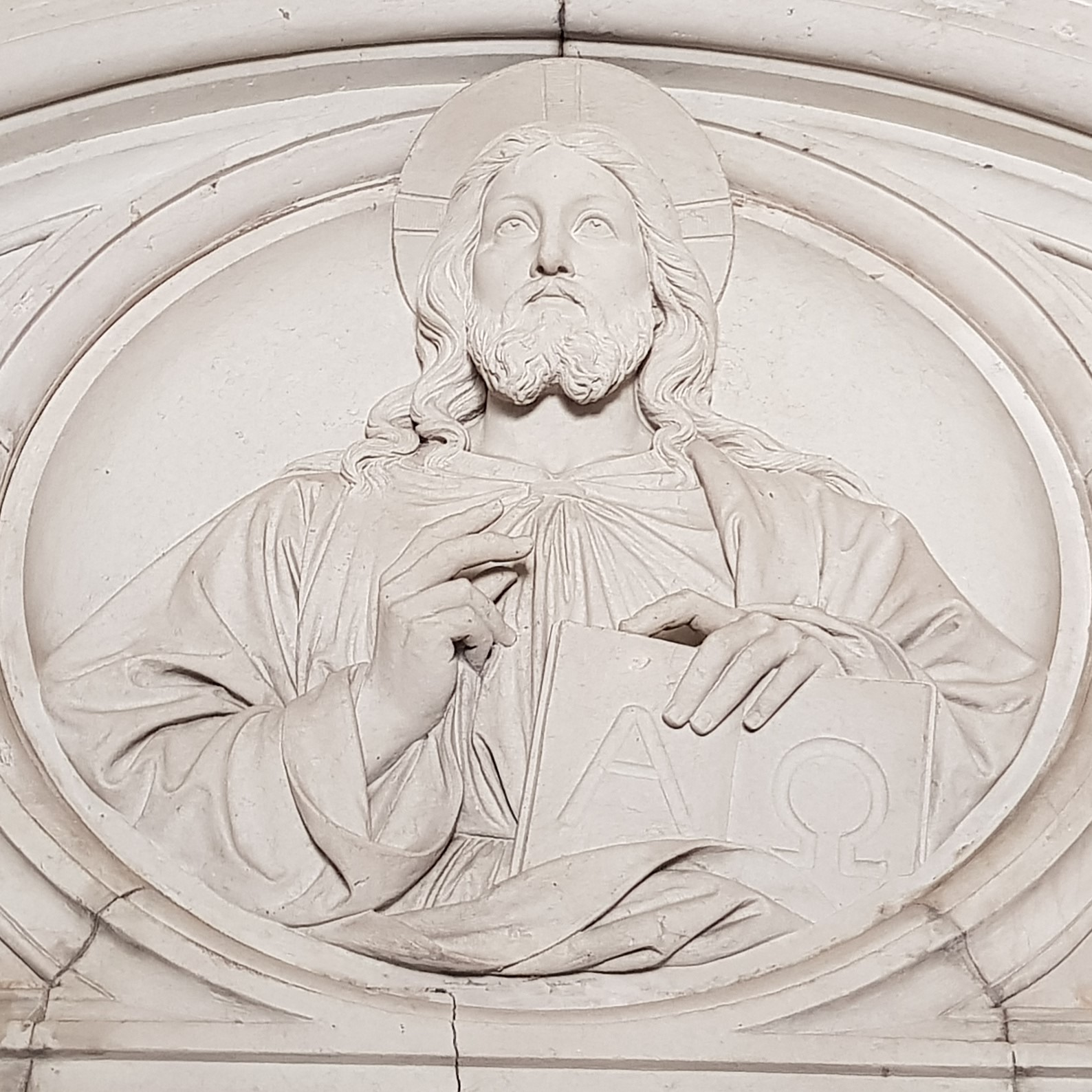
Brustbild Christus, Dresden, 1901
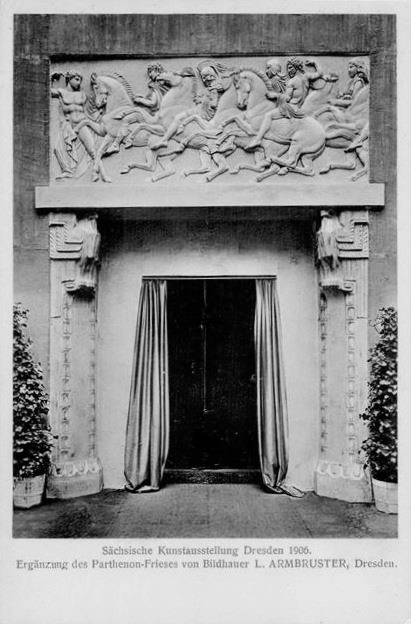
Partheononfries, Moskauer Puschkin Museum, 1905